# 6. Tony-gála
Az 6. Tony-gála az 1951/1952-es szezon legjobb Broadway színházi alakításait értékelte. A díjátadót 1952. március 30-án tartották a New York-i Waldorf-Astoria Hotelben, a műsor házigazdája Dean Martin volt. A ceremóniát a WOR és Mutual Network rádióadó közvetítette élőben.

## Győztesek
Forrás:

### Produkciók
| Kategória         | Győztes                                                 |
| ----------------- | ------------------------------------------------------- |
| Legjobb színdarab | The Fourposter - Jan de Hartog, The Playwrights Company |
| Legjobb musical   | The King and I - Oscar Hammerstein II, Richard Rodgers  |

### Színészek
| Kategória                                 | Győztes                            |
| ----------------------------------------- | ---------------------------------- |
| Legjobb férfi főszereplő színdarabban     | Jose Ferrer - The Shrike           |
| Legjobb női főszereplő színdarabban       | Julie Harris - I Am a Camera       |
| Legjobb férfi főszereplő musicalben       | Phil Silvers - Top Banana          |
| Legjobb női főszereplő musicalben         | Gertrude Lawrence - The King and I |
| Legjobb férfi mellékszereplő színdarabban | John Cromwell - Point of No Return |
| Legjobb női mellékszereplő színdarabban   | Marian Winters - I Am a Camera     |
| Legjobb férfi mellékszereplő musicalben   | Yul Brynner - The King and I       |
| Legjobb női mellékszereplő musicalben     | Helen Gallagher - Pal Joey         |

### Készítők
| Kategória                           | Győztes                                  |
| ----------------------------------- | ---------------------------------------- |
| Legjobb rendező                     | José Ferrer - The Shrike, The Fourposter |
| Legjobb díszlettervezés             | Jo Mielziner - The King and I            |
| Legjobb jelmeztervezés              | Irene Sharaff - The King and I           |
| Legjobb koreográfia                 | Robert Alton - Pal Joey                  |
| Legjobb karmester és zenei igazgató | Max Meth - Pal Joey                      |
| Legjobb színpadi technikus          | Peter Feller - Call Me Madam             |

### Különdíjak
- Edward Kook
- Judy Garland
- Charles Boyer

## Fordítás
- Ez a szócikk részben vagy egészben  a(z)   6th Tony Awards című angol Wikipédia-szócikk fordításán alapul.  Az eredeti cikk szerkesztőit annak laptörténete sorolja fel. Ez a jelzés csupán a megfogalmazás eredetét és a szerzői jogokat jelzi, nem szolgál a cikkben szereplő információk forrásmegjelöléseként.